# ミュルティス
アンテードーンのミュルティス（古代ギリシア語: Μυρτίς、、紀元前6世紀）は、古代ギリシアの女流抒情詩人で、テーバイのピンダロス及びタナグラのコリンナの師と目されている人物である。アンテドンのミュルティス、またはアンテドンのミルティスとも呼ぶ。研究者たちは、彼女は、ボイオーティア地域に登場した最初期の抒情詩人であったと信じている（アンテードーンは、ボイオーティア地域にある小さな町であり、北西においてアッティカと接している）。

## 作品
ミュルティスの詩作品のなかで知られているものは、彼女の散文詩の一つを、プルタルコス（彼自身もボイオーティア人である）がパラフレーズして造った要約である（『ギリシア質問集』40、Greek Questions 40）。プルタルコスは、女性が何故、ボイオーティアの町タナグラにあって、地域の英雄エウノストスに献げられた聖なる森に足を踏み入れることを禁じられているのか説明する物語の出典として、ミュルティスの作品を引用している。どうやらミュルティスの詩は、エウノストスの従姉妹であるオクナという名前の女性が、どのようにしてある事件を引き起こしたかに関連している。オクナは、エウノストスに拒絶されたため、報われない恋への絶望と怒りの発作のあまり、自分の兄弟たちにエウノストスが力ずくで彼女を犯したと語った。これを聞いて彼女の兄弟たちはエウノストスを殺害したが、彼らはエウノストスの父親によって捕らわれてしまった。オクナは兄弟たちに申し訳なく思い、自分の嘘を告白した。兄弟たちは国を出て亡命することを許され、オクナ自身は崖から飛び降りて命を終えた。

## 受容
『スーダ』によれば、ミュルティスは、テッサロニケのアンティパトロスからは「甘美な言葉（甘美な響き）」と呼ばれ、またコリンナからは「澄明な声音」と呼ばれた。テッサロニケのアンティパトロスは、彼女を「卓越した9人の女流詩人」のリストに含めている。明らかに、コリンナもまた、女として、ミュルティスが無謀にもピンダロスと競い合おうとしたことを批判した。紀元2世紀の旅行修辞学者で、キリスト教弁証家であったタティアノスは、（『ギリシア人に対抗して』33において）ミュルティスのブロンズの像が、彫刻家ボイスコスによって造られたが、それ以上のことは分からないと述べていた。